# Joe Dale
Joseph „Joe“ Dale (* 3. Juli 1921 in Northwich; † 11. September 2000 ebenda) war ein englischer Fußballspieler.

## Karriere
Dale spielte vor dem Zweiten Weltkrieg bei Barnton Victoria und bei ICI (Alkali) in Winnington, dem Werksteam von Imperial Chemical Industries. Ab 1940 war er für Witton Albion aktiv, sein Militärdienst bei der Royal Navy unterbrach seine fußballerische Lauf in der Folge. Nach seiner Demobilisierung erzielte er für Witton Albion 21 Tore in der Saison 1946/47 und hatte den Ruf der schnellste und schussgewaltigste Rechtsaußen der Liga zu sein. Dale spielte bis Sommer 1947 für Witton Albion in der Cheshire County League, bevor er zu Manchester United in die Football League First Division wechselte. Dort kam er bedingt durch zahlreiche Verletzungsausfälle als Ersatz für den schottischen Nationalspieler Jimmy Delaney am 27. September 1947 bei einer 1:2-Auswärtsniederlage gegen Preston North End zu seinem Erstligadebüt und wirkte als rechter Außenstürmer auch eine Woche später beim 1:1-Unentschieden vor über 45.000 Zuschauern im Heimspiel an der Maine Road gegen Stoke City mit. Den Großteil der Saison verbrachte Dale im Reserveteam, für das er in der Central League sechs Tore in 33 Einsätzen erzielte.
Zu weiteren Pflichtspieleinsätzen für United erste Mannschaft kam Dale nicht mehr und im April 1948 wechselte er für eine Ablösesumme von £1.000 zum Drittdivisionär Port Vale. Dale bestritt in den folgenden Monaten neun Ligaspiele für Port Vale, war aber nicht in der Lage sich einen Stammplatz zu erobern und kehrte im Oktober 1948 zu seinem vormaligen Klub Witton Albion zurück. Witton zahlte für Dale eine ligainterne Rekordablöse und dominierte in den folgenden Jahren die Cheshire County League. 1949, 1950 und 1954 gewann der Klub die Ligameisterschaft, zudem erreichte Witton in der Saison 1948/49 erstmals die Hauptrunde des FA Cups, einen Erfolg, den man in vier der folgenden fünf Spielzeiten wiederholen konnte. Dale spielte bis September 1958 für Witton und erzielte in dieser Zeit 167 Torte in 351 Pflichtspielen. Ab Sommer 1959 war er als Assistenztrainer beim Ligakonkurrenten Northwich Victoria tätig.